# カワイモデル
株式会社カワイモデルは、東京都千代田区に本社を置く鉄道模型メーカー。
現存する日本最古の鉄道模型メーカーとして長らく知られていたが、2024年3月末に廃業した。

## 概要
川合兼之、延之兄弟により川合模型製作所として創業。当初展示模型を製作していたが1928年（昭和3年）鉄道模型も製作するようになり弟の延之が1934年神田須田町に出店本格的に鉄道模型販売をするようになった。
当初は35mmゲージを扱い、当時ティンプレートが主流だった鉄道模型分野において、早くから精密志向のスケールモデルを供給していた。後に16番ゲージ鉄道模型の普及に貢献する。かつて教育教材的な側面の強かった鉄道模型において、早くから趣味として楽しむ鉄道模型を指向していた。
また、1936年（昭和11年）4月に日本初の純粋な鉄道模型専門誌である『模型鉄道』を創刊するなど、鉄道模型の普及、啓蒙活動にも力を入れていた。近くにあった交通博物館内に系列の工房があり、交通博物館の展示模型などの製作も多数にのぼる。
戦後は一部の製品を除き、戦前の精密志向から方針を変え、独特のフォルムを持つ製品を中心に供給する。ソフトメタル部品の多用、金属製車体ながら木製床板の使用、客車類においてやや狭い目に設計された幕板部など、今なお往時と変わらぬ個性豊かな製品を供給した。

## 主な製品
- EB20（自由型）Oゲージ　1947年戦後第一作[3]
- EB凸型（自由型）HOゲージ 1948年HO製品第一作[4]
- カワイ13-L（モーター）1960年代の鉄道模型用小型モーターとして一世を風靡した[5]